# Norbert Hilschmann
Norbert Hilschmann (* 8. Februar 1931 in Nürnberg; † 3. Dezember 2012 in Göttingen) war ein deutscher Immunologe und Biochemiker, der Pionierarbeit bei der Aufklärung der Struktur von Antikörpern leistete.

## Werdegang
Hilschmann wurde 1957 an der Universität München in Medizin promoviert. 1971 wurde er zum „Wissenschaftlichen Mitglied“ der Max-Planck-Gesellschaft berufen und Direktor der Abteilung Immunchemie des Max-Planck-Instituts für experimentelle Medizin in Göttingen. Er war Professor für Physiologische Chemie in Göttingen.
Ihm gelang Mitte der 1960er Jahre an der Rockefeller University im Labor von Lyman C. Craig und in Zusammenarbeit mit diesem die erste vollständige Sequenzierung der leichten Ketten eines Antikörpermoleküls (Teile von Bence-Jones-Proteinen) und die Entdeckung des Aufbaus aus variablen und konstanten Regionen. Er verwendete dabei von seinem Lehrer Gerhard Braunitzer entwickelte Sequenzierungsmethoden und veröffentlichte das Ergebnis mit Craig  1965. Unabhängig gelang dann Gerald M. Edelman etwas später die vollständige Sequenzierung eines Antikörpers und des Nachweises von dessen Aufbau aus 4 Ketten (2 leichte, 2 schwere), wofür er 1972 den Nobelpreis (mit Rodney R. Porter) erhielt. Es gab Spekulationen, dass Hilschmann übergangen wurde, da er bei der Präsentation seiner Ergebnisse in den USA auf einer Konferenz in Warner Springs einen Faux Pas beging, indem er aus Prioritätserwägungen (er war damals nur ein relativ unbekannter Post-Doktorand) seine Dias mit den Sequenzdaten so schnell vorführte, dass die anwesenden Wissenschaftler keine Aufzeichnungen machen konnten.
Hilschmann war mit seiner Gruppe auch der erste, der in den 1980er Jahren die Sequenz eines MHC-II-Komplexes aufklärte.
Später befasste er sich mit der genetisch gesteuerten Selbstorganisation und Verschaltung des Gehirns über (in ihrem Aufbau mit variablen und konstanten Regionen Antikörper-ähnliche) Zelladhäsionsmoleküle (Protocadherine).
Hilschmann befasste sich auch mit Adolf Butenandt (seinem Lehrer) und dessen Rolle im Dritten Reich.
Er war verheiratet und hatte drei Kinder.

## Ehrungen
1974 erhielt er den Robert-Koch-Preis für Pionierarbeiten in der Erforschung der chemischen Struktur und Evolution der Antikörper des Menschen. 1975 erhielt er den Carus-Preis, im gleichen Jahr wurde er zum Mitglied der Gelehrtenakademie Leopoldina gewählt. 1971 war er Preisträger der Feldberg Foundation.
1984 wurde er Mitglied der Göttinger Akademie der Wissenschaften.

## Schriften
- Die Immunität – eine vorprogrammierte Reaktion auf das Unerwartete. Mannheimer Forum 82/83
- Das Antikörperproblem, ein Modell für das Verständnis der Zelldifferenzierung auf molekularer Ebene. Opladen, Westdeutscher Verlag 1977 (Vorträge Rheinisch-Westfälische Akademie der Wissenschaften)
- Der Antikörper – ein intelligentes Molekül. Vandenhoeck und Ruprecht 1988 (Vortragsreihe der Niedersächsischen Landesregierung zur Förderung der wissenschaftlichen Forschung)
- Das Immun- und das Nervensystem: vorprogrammierte Systeme zur Reaktion auf das Unerwartete, Nachrichten Akademie Wiss. Göttingen, 2000